# San Andrés y Sauces
San Andrés y Sauces är en kommun i Spanien. Den ligger i provinsen Santa Cruz de Tenerife i den autonoma regionen Kanarieöarna i sydvästra delen av landet, 1 800 km sydväst om huvudstaden Madrid. Antalet invånare är 4 296 (2024). Arean är 42,87 kvadratkilometer. San Andrés y Sauces ligger på ön La Palma. San Andrés y Sauces gränsar till Barlovento, El Paso och Puntallana. 